# Радянська контрольна комісія в Німеччині
Радянська контрольна комісія в Німеччині (скор. РКК; de: Sowjetische Kontrollkommission) — контрольний орган радянської військової адміністрації на території утвореної після закінчення Німецько-радянської війни Німецької Демократичної Республіки, яка існувала з 10 жовтня 1949 року по 27 травня 1953 року.

## Історія

### Створення

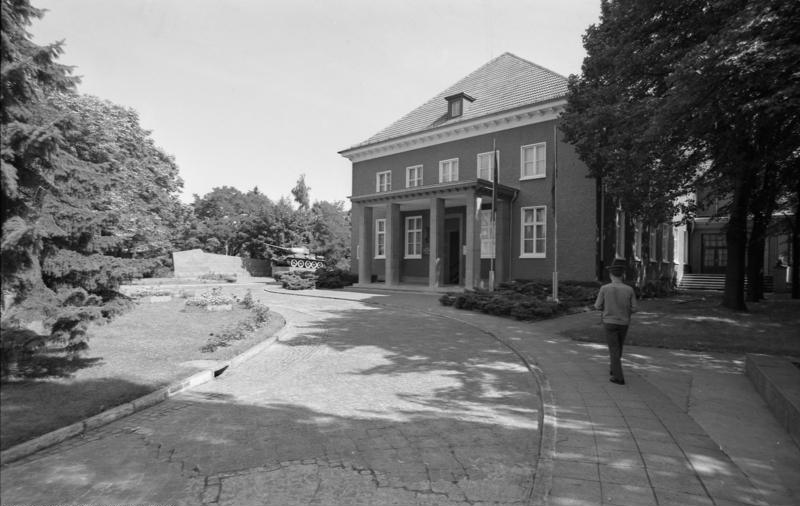
Резиденція Радянської контрольної комісії в Німеччині в берлінському районі Карлсгорст. Нині Німецько-російський музей «Берлін-Карлсгорст».

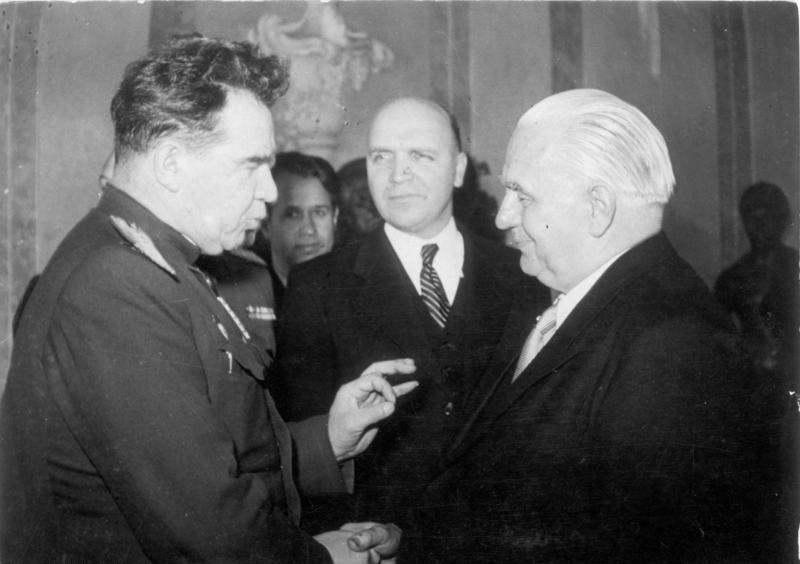
Голова РКК генерал армії В. І. Чуйков і політичний радник РКК В. С. Семенов (у центрі) на 75-річчі Президента НДР Вільгельма Піка, 1951 рік.

Радянську контрольну комісію в Німеччині було створено Рішенням Ради міністрів СРСР від 10 жовтня 1949 року, замість Радянської воєнної адміністрації в Німеччині. Головою Радянської контрольної комісії був призначений генерал армії Василь Іванович Чуйков. Заступник, політичний радник і керуючий справами, начальники управлінь і відділів, а також представники РКК в землях Німеччини і в Берліні затверджувалися Радою міністрів СРСР, за поданням голови РКК.

### Функції
Радянська контрольна комісія в Німеччині здійснювала такі функції:
- забезпечувала виконання у східній зоні Німеччини встановлених угодами між союзними державами завдань окупації;
- контролювала здійснення Потсдамских та інших спільних угод Німеччини і сприяла подальшому розвитку НДР на демократичній і мирній основі;
- забезпечувала виконання німецьким урядом зобов'язань за репараційними поставками і покриттю окупаційних витрат;
- брала участь у роботі чотиристоронніх консультативних нарад;
- представляла доповіді радянському уряду про стан справ в НДР і Західній Німеччині.

### Штат
На середину листопада 1949 року штатна чисельність РКК (в тому числі на землях, великих містах і установи) становила 3831 співробітник, з них у представництвах працювали 1053 людини. Структурні органи РКК були, в основному, такими, як в розформованій РВАН. Найбільш важливими і відповідно найбільш численними були управління репарацій (625 осіб), відділ транспорту (281 особа), відділ матеріальних балансів і торгівлі (180 осіб), відділ інформації (144 особи) і апарат політичного радника (140 осіб).
Крім п'яти земель представництва РКК були в 16 великих містах Німеччини.

### Розформування
27 травня 1953 року, у зв'язку з виконанням покладених на неї контрольних функцій, Радянська контрольна комісія в Німеччині була розформована. 
Замість СКК був створений апарат Верховного комісара СРСР у Німеччині на чолі з Володимиром Семеновичем Семеновим, який раніше служив на посаді політичного радника РКК. В. С. Семенов стає також послом СРСР у НДР. Апарат Верховного комісара СРСР у Німеччині зіграв вирішальну роль у придушенні масових антиурядових виступів, що почалися в Берліні і охопили всю територію НДР в червні 1953 року (див. Берлінське повстання 1953 року).
Апарат Верховного комісара СРСР у Німеччині був розформований у 1955 році, після підписання 20 вересня договору зі Східною Німеччиною про визнання суверенітету НДР.
В подальшому контроль над діяльністю органів влади НДР здійснювався посольством СРСР за підтримки  Групи радянських військ у Німеччині.